# Fraccionamiento San Miguel, Michoacán de Ocampo
Fraccionamiento San Miguel är en ort i Mexiko.   Den ligger i kommunen Sahuayo och delstaten Michoacán de Ocampo, i den centrala delen av landet, 400 km väster om huvudstaden Mexico City. Fraccionamiento San Miguel ligger 1 527 meter över havet och antalet invånare är 2 692.
Terrängen runt Fraccionamiento San Miguel är varierad. Runt Fraccionamiento San Miguel är det ganska tätbefolkat, med 60 invånare per kvadratkilometer. Närmaste större samhälle är Sahuayo de Morelos, 3,3 km väster om Fraccionamiento San Miguel. Omgivningarna runt Fraccionamiento San Miguel är en mosaik av jordbruksmark och naturlig växtlighet.